# Taracticus
Taracticus is een vliegengeslacht uit de familie van de roofvliegen (Asilidae).

## Soorten
- T. aciculatus Pritchard, 1938
- T. argentifacies James, 1953
- T. contusus Cockerell, 1910
- T. dimidiatus (Macquart, 1847)
- T. geniculatus (Bigot, 1878)
- T. guerrerensis Pritchard, 1938
- T. hypogaeus (Cockerell, 1909)
- T. nigrimystaceus Williston, 1901
- T. nigripes Williston, 1901
- T. octopunctatus (Say, 1823)
- T. paulus Pritchard, 1938
- T. renovatus Cockerell, 1911
- T. ruficaudus Curran, 1930
- T. rufipennis (Macquart, 1847)
- T. similis Williston, 1901
- T. vitripennis (Bellardi, 1861)